# Obolcola petronaria
Obolcola petronaria là một loài bướm đêm trong họ Geometridae.